# Batalha de Tamão
A Batalha de Tamão ou Tunmen (chinês tradicional: 屯門海戰, pinyin: Túnmén Hǎizhàn) foi uma batalha naval travada em 1521 em Tamão, entre a marinha imperial da dinastia Ming, comandada por Wang Hong (em chinês:  汪鋐) e a frota do Império Português, comandada por Simão de Andrade, que resultou na vitória da dinastia Ming.

## Causas
O militar e pirata português Simão de Andrade havia raptado as crianças chinesas para vendê-las em Malaca, tendo ignorado a autoridade soberana chinesa em Tamão e construído um forte sobre o local. Os chineses acreditavam que os portugueses assavam e comiam as crianças chinesas raptadas e iniciaram um ataque contra os portugueses, que teriam morrido à fome se não tivessem executado o bloqueio.

## Local

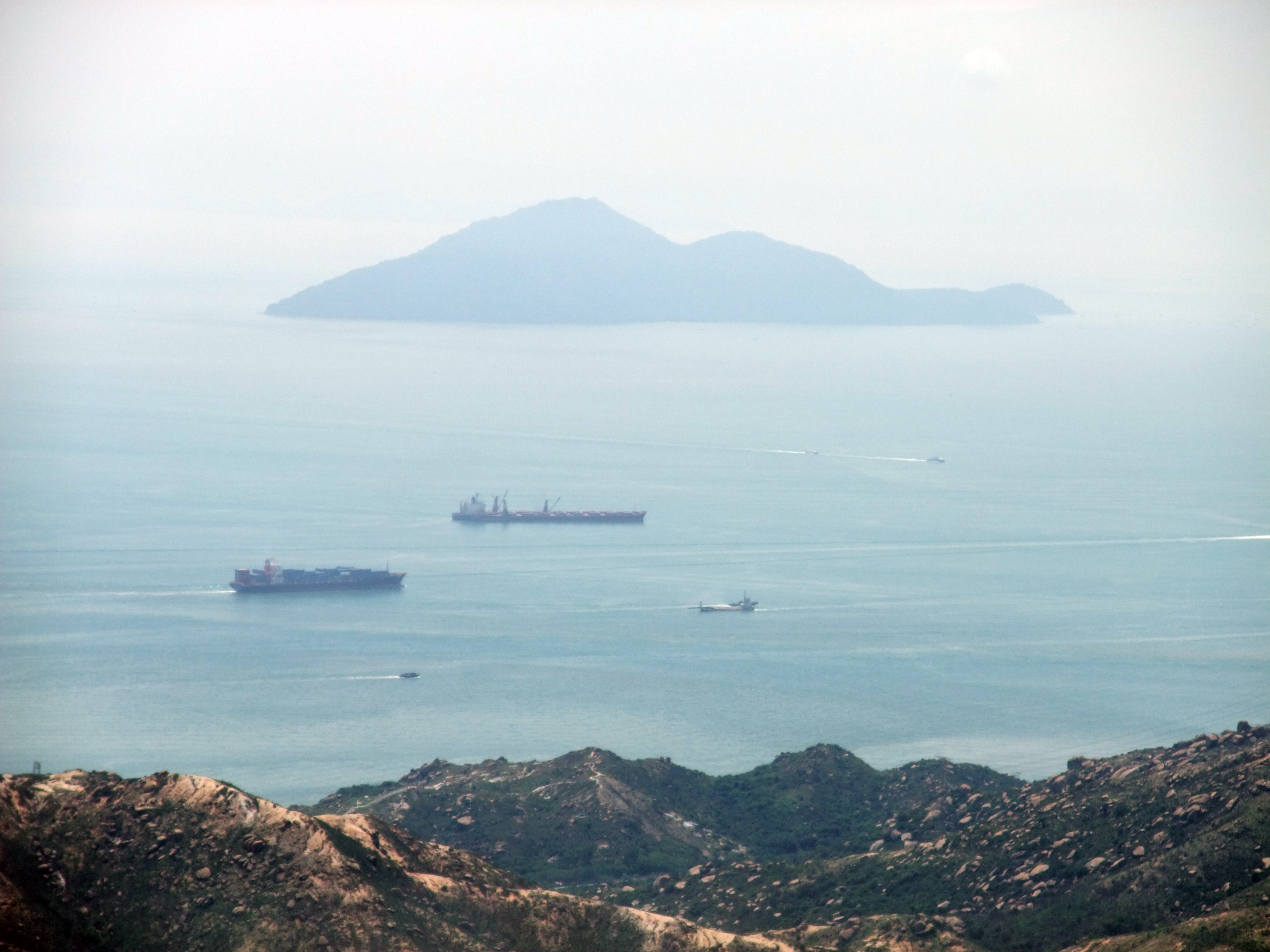
Ilha Nei Lingding vista a partir de Castle Peak, em Tuen Mun.

Os portugueses designavam o seu estabelecimento por Tamão, que provém de Tunmen (屯門, Túnmén), o nome da zona ocidental de Hong Kong e Shenzhen que existe desde a dinastia Tang. As fontes em língua chinesa afirmam que os portugueses se estabeleceram ao redor da enseada de Tamão (屯門澳, Túnmén Ào), mas o local onde se encontra a atual enseada de Tamão é desconhecido, visto que a localização exata do estabelecimento português e do campo de batalha continuam em debate entre os historiadores.
Na atualidade, Tamão (Tunmen) refere-se a Tuen Mun, a leitura cantonesa dos mesmos caracteres chineses. Por vezes, isto levou alguns investigadores a relacionar Tamão de Ming a Tuen Mun dos Novos Territórios de Hong Kong. A enseada de Tamão pode referir-se a uma das duas baías localizadas ao redor de Tuen Mun: a baía Castle Peak, situada próxima à cidade planeada de Tuen Mun ou a baía Deep situada entre os Novos Territórios e a cidade histórica de Nantou no atual território de Shenzhen, onde embarcou uma força de defesa costeira da dinastia Ming.
As fontes em língua portuguesa afirmam que Tamão era uma ilha, como Tuen Mun não é uma ilha, os investigadores indicam que Tamão na verdade, refere-se a uma das ilhas vizinhas. A ilha Nei Lingding, situada a oeste de Tuen Mun, é comummente aceite no meio académico ocidental como uma das possibilidades mais prováveis, enquanto que a ilha Lantau foi também sugerida.

## A batalha
Durante este período, a marinha chinesa enviou cerca de cinquenta navios, que derrotaram a frota de Simão de Andrade e encorajaram os chineses a prosseguir a sua ação militar na batalha da ilha da Veniaga contra Martim Afonso de Melo Coutinho, ocorrida no ano seguinte.
As tropas chinesas foram comandadas por Wang Hong. A batalha iniciou-se em abril ou maio e terminou quando os portugueses fugiram para Malaca em outubro. Muitas embarcações portuguesas foram capturadas pelas forças chinesas e os chineses mataram e capturaram vários portugueses e apenas três navios da armada portuguesa sobreviveram à batalha entre os vários navios e juncos chineses com os quais atacaram estes. Os portugueses só conseguiram escapar porque um forte vento surgiu e empurrou os navios chineses, permitindo que os portugueses escapassem para mar aberto. Anos depois, os chineses tentaram executar cada português que tentasse embarcar à China.
No entanto, com a melhoria gradual das relações e a ajuda portuguesa dada aos chineses contra os piratas japoneses wakō nas margens da China, em 1557 as autoridades chinesas autorizaram finalmente os portugueses de estabelecerem-se em Macau, como sua nova colónia comercial. O Sultanato de Johore melhorou também as suas relações com os portugueses e lutaram ao seu lado contra o Sultanato de Achém.